# Остров Какаду (Новый Южный Уэльс)
Какаду (англ. Cockatoo Island) — остров на стыке рек Парраматта и Лейн-Ков в Порт-Джэксон в Сиднее в Новом Южном Уэльсе в Австралии. На острове длительное время находились судоремонтные мастерские, использовавшие труд каторжников, в частности ими были построены несколько доков: Fitzroy Dock, Sutherland Dock.
Остров Какаду является крупнейшим из нескольких островов, которые изначально были бугристыми холмами из песчаника. Первоначально остров поднялся на 18 метров (59 футов) над уровнем моря и был 12,9 га (32 акра), но затем был расширен до 17,9 га (44 акра) и теперь очищен от большей части растительности. Названный Wa-rea-mah коренными австралийцами, которые традиционно населяли Землю до европейского поселения, остров, возможно, использовался в качестве рыболовной базы, хотя вещественных доказательств наследия аборигенов не были найдены на острове. В период с 1839 по 1869 год остров Какаду действовал как исправительное учреждение для заключенных, главным образом как место вторичного наказания для осужденных.
Остров Какаду был также местом одной из крупнейших верфей Австралии, действовавшей в период с 1857 по 1991 год. Первый из двух сухих доков был построен осужденными. Включенный в Список национального наследия, остров является важным для демонстрации характеристик долговременной верфи и судостроительного комплекса, в том числе свидетельства ключевых функций, структур и эксплуатационной планировки. Остров Какаду имеет самую обширную и разнообразную историю судостроения в стране и обладает потенциалом для улучшения понимания морских и тяжелых промышленных процессов в Австралии с середины 19-го века.
В июле 2010 года ЮНЕСКО провозгласила остров Какаду объектом Всемирного наследия и управляется Федерацией траста Сиднейской гавани с 2001 года.

## Назначение и деятельность
Остров управляется Федеральным фондом Sydney Harbour, который также отвечает за семь других земель вокруг Sydney Harbour. Harbour Trust возрождает остров как достопримечательность гавани с культурными событиями и интерпретацией наследия. Сегодня остров Какаду сохраняет некоторые остатки своего прошлого. Его тюремные здания внесены в список всемирного наследия, что является частью серийного списка 11 австралийских мест осужденных.
Хотя некоторые крупные мастерские, стапели, причалы, жилые дома и другие здания остаются, основные здания были снесены после того, как остров Какаду был закрыт в качестве верфи в 1991 году. Поскольку в сохранившихся зданиях сохранилось мало оригинальных промышленных артефактов и ни один из оставшихся промышленных объектов, включая доки, кессоны и краны, не функционирует, в настоящее время трудно понять, как остров функционировал в качестве верфи более века.
В конце марта 2005 года Harbour Trust в партнерстве с организатором мероприятия провел фестиваль «Остров Какаду». Это событие поместило остров на культурную карту Сиднея и инициировало целый ряд культурных мероприятий, включая современные художественные инсталляции, выставки и фестивали.
Harbour Trust открыл кемпинг на острове в 2008 году. Кемпинг привлекает около 20 000 туристов в год и является популярным местом для просмотра известных новогодних фейерверков Сиднея. Паромы Сиднея обслуживают остров Какаду в рамках паромного маршрута Вулвич / Балмейн и маршрута Парраматта РиверКат. Дневные посетители приветствуются и могут расположиться на пикник, приготовить барбекю, посетить кафе, побродить или взять аудио-экскурсию. Остров Какаду открыт ежедневно и входная плата не взимается.
Регулярные мероприятия и художественные инсталляции являются особенностью острова.
Остров Какаду превратился в универсальное культурное место в культурном календаре Сиднея. В 2008 году он был главным партнером на 16-м Биеннале в Сиднее, привлек более 80 000 посетителей за 12 недель. В 2010 году мероприятие привлекло более 156 000 человек. В 2009 году на острове Какаду состоялся музыкальный Сиднейский фестиваль «Все завтрашние вечеринки». Двухдневный фестиваль включал в себя двадцать четыре группы на четырёх сценах по всему острову, и его куратором и хедлайнером был Ник Кейв, который привлёк аудиторию более 11 000 человек. В октябре 2009 года на острове проходил Всемирный фестиваль комедийных развлечений «Самый смешной остров», на котором в течение выходных прошло 200 комедийных выступлений, которые привлекли более 8000 посетителей.
Остров также все чаще используется как место для частных мероприятий, как больших, так и малых. Часть блокбастера Люди Икс: Начало. Росомаха была снята там в 2008 году. Телевизионные реалити-шоу также использовали остров в качестве места съёмок.

## Ранняя история
До прибытия европейцев на остров, Какаду использовался коренным австралийским народом прибрежного района Сиднея. В 1839 году губернатор колонии Нового Южного Уэльса, сэр Джордж Гиппс, выбрал остров для нового пенитенциарного учреждения. Между 1839 и 1869 годами остров использовался как тюрьма для осужденных. Первоначально заключенные были переведены на остров Какаду с острова Норфолк и были заняты строительством своих казарм и вырубленных в скале бункеров для хранения запасов зерна колонии. К 1842 году около 140 тонн зерна хранилось на острове.
Позже, остров обеспечивала камнем объекты вокруг Сиднея, включая дамбу для Серкулар Куэй. Между 1847 и 1857 годами заключенные использовались для раскопок дока Фитцрой, первого в Австралии сухого дока на острове. По оценкам, было вырыто 1,5 миллиона кубических футов (42 000 м3) породы с 480 000 кубическими футами (14 000 м3), образующих сам док.
В 2009 году в результате археологических раскопок на острове были обнаружены каторжные камеры эпохи осужденных. Эти камеры дают ценное представление об условиях жизни осужденных на острове. Одним из заключенных на острове Какаду был австралийский бушрейнджер, капитан Тандерболт, который сбежал в 1863 году, чтобы начать криминальную деятельность, которая сделала его знаменитым. Утверждается, что его жена приплыла на остров с инструментами, чтобы осуществить его побег, после чего они оба поплыли обратно на материк. Нет никаких существенных доказательств в поддержку этого утверждения.
С 1871 по 1913 годы объекты на острове часто назывались Билоэла вместо острова Какаду, чтобы избежать клейма осужденного прошлого острова.